# Großsteingrab Bergfeld
Das Großsteingrab Bergfeld ist eine megalithische Grabanlage der jungsteinzeitlichen Trichterbecherkultur bei Bergfeld, einem Ortsteil von Lalendorf im Landkreis Rostock (Mecklenburg-Vorpommern).

## Lage
Das Grab befindet sich etwa 500 m südwestlich von Bergfeld und 300 m südlich der Mühle Mamerow in einer Baumgruppe auf einem Feld.

## Beschreibung
Die Anlage befindet sich in einem guten Erhaltungszustand. Nähere Informationen zum Grabtyp und zu den Maßen liegen nicht vor.